# Berlinde De Bruyckere
Berlinde De Bruyckere (* 1964 in Gent, Belgien) ist eine belgische Künstlerin.

## Werk
Berlinde De Bruyckere schafft Skulpturen, Installationen und Zeichnungen, die auf den ersten Blick leicht lesbar und zugänglich scheinen, um dann nach und nach weitere Bedeutungsschichten zu eröffnen.
Zentrale Themen von De Bruyckeres Schaffen sind die Verletzlichkeit von Mensch und Natur, das menschliche Bedürfnis nach Schutz und Wärme, nach Liebe und Verständnis aber auch die oft brutale Realität, die durch Aggression und Gewalt, Schmerz und Angst beherrscht wird.
Jedes ihrer Werke zeichnet sich durch eine inhärente Gegensätzlichkeit aus. So symbolisieren die gebrauchten, gemusterten Wolldecken, welche die Künstlerin seit Beginn der 1990er Jahre für verschiedene Skulpturen und Installationen verwendet, nicht nur Schutz und Wärme, sondern auch Verletzlichkeit und Angst, sie scheinen nicht nur Geborgenheit zu schenken, sondern auch ersticken zu können.
Die Werke von Berlinde De Bruyckere bilden einen persönlichen Mikrokosmos, der sich aus wenigen wiederkehrenden, symbolhaltigen Elementen zusammensetzt: Neben den zahlreichen Werken, in denen Wolldecken eingesetzt werden, gibt es Installationen, in denen Bäume als Symbol des Lebens eine zentrale Rolle spielen sowie die Gruppen der Frauen- und Pferdefiguren. Die verschiedenen Werkgruppen sind nicht strikt voneinander getrennte, parallel verlaufende Werkstränge, sondern werden von der Künstlerin auch ineinander übergeführt und vermischt und zu neuen Kompositionen zusammengesetzt. Ein Werk scheint das nächste im Ansatz bereits in sich zu tragen oder den Gedanken, der im vorhergehenden angelegt ist, weiterzuführen und zu vertiefen.

## Ausstellungen
Berlinde de Bruyckere erhielt internationale Beachtung, als ihre Skulpturen 2003 im italienischen Pavillon auf der Biennale in Venedig gezeigt wurden. Wichtige Einzelausstellungen fanden bei Hauser & Wirth Zürich (2004), im Maison Rouge, Fondation Antoine de Galbert, Paris (2005), in der De Pont Foundation for Contemporary Art, Tilburg (2005) und in der Kunsthalle Düsseldorf (2006; zusammen mit Martin Honert) statt. Außerdem nahm sie an der ARS 06 im KIASMA Helsinki (2006) und an der Berlin Biennale (2006) teil. 2010 zeigte die Galleria continua in San Gimignano, Provinz Siena in der Toskana ihre Installation elie.
Die Skulptur »Arcangelo II« (2020) ist seit dem 30. November 2021 als Dauerleihgabe an die Hamburger Kunsthalle zu Gast in den Sälen der Alten Meister (Hamburger Kunsthalle, Hamburg).
- 2005: Één, Fondation Antoine de Galbert, Paris
- 2006: Under Cover – aus dem Verborgenen. Berlinde De Bruyckere und Martin Honer, Kunsthalle Düsseldorf, Düsseldorf
- 2008: Berlinde de Bruyckere, Yvon Lambert, New York
- 2013: Cripplewood, La Biennale di Venezia (Belgischer Pavillon), Venedig
- 2014: Il me faut tout oublier (mit Philippe Vandenberg), Fondation Antoine de Galbert, Paris
- 2014: Berlinde De Bruyckere. Sculptures & Drawings 2000 – 2014, S.M.A.K., Ghent
- 2015: The Embalmer, Kunstraum Dornbirn, Dornbirn
- 2015: Penthesilea, Musée d’Art Moderne et Contemporain, Straßburg
- 2017: Embalmed, Kunsthal Aarhus, Aarhus
- 2019: A single bed, a single room, Galleria Continua, San Gimignano
- 2019: ALETHEIA, Fondazione Sandretto Re Rebaudengo, Turin
- 2021: Engelenkeel, Bonnefanten Museum, Maastricht
- 2022: Berlinde De Bruyckere, Villa Wessel, Iserlohn
- 2022: No Life Lost – After Humanity, Geleria Pedro Cera, Lissabon
- 2022: Plunder | Ekphrasis, Mo.Co. Montpellier Contemporain, Montpellier
- 2022: PEL / Becoming the figure, Arp Museum Bahnhof Rolandseck, Remagen
- 2023: Berlinde De Bruyckere, La Commanderie de Peyrassol, Flassans-sur-Issole
- 2023: A simple prophecy, Hauser & Wirth, Zürich